# Окинавские кобудо
Окинавские кобудо (яп. 沖縄古武道) — традиционные окинавские боевые искусства работы с холодным оружием. Наиболее характерными видами используемого оружия являются бо, нунчаку, кама, тонфа, сай, кува (аналог тяпки), эку (деревянное весло) и тимбэй.
Кобудо является эффективным методом противостояния вооружённому человеку или группе вооружённых/невооружённых противников. Эффективность заключается в умении использовать и быстро манипулировать различными предметами, даже если у мастера кобудо не окажется под рукой одного из стандартных для этого вида боевых искусств предметов, всегда существует возможность использовать иной предмет.
Другие названия — Рюкю-кобудо и Окинава кобудо.
Кобудо объединяет в себе боевые системы, зародившиеся на островах архипелага Рюкю (современная префектура Окинава, Япония) и использующие в бою орудия (предметы) крестьянского и рыбацкого обихода жителей данных островов.
Кобудо является неотъемлемой частью каратэ-до, уникальной системы самозащиты от вооруженного противника, которая обучает мужчин и женщин любого возраста и уровня подготовки виртуозному владению различными видами традиционного оружия.

## История
В средние века жители Окинавы, из-за действовавшего на тот момент закона лишённые возможности иметь какое-либо оружие, стали использовать в качестве него различные предметы быта и инструменты повседневного назначения, в основном сельскохозяйственные. Таким образом в течение нескольких столетий сформировался и стал неотъемлемой частью традиционного карате стиль кобудо — работа с оружием. Так орудия труда, под воздействием нового метода их использования превратились в грозное оружие.
Теорий об истории возникновения кобудо на Окинаве множество. Сколько приверженцев этого вида единоборств, столько и мнений.
Многие считают, что оружие появилось, как дополнение к технике различных школ каратэ. Другие же полагают, что оружие кобудо было привилегией высших слоёв общества и использовалось для демонстрации приёмов, а не для боевого применения. Но все мнения сводятся в одном — кобудо пришло с острова Окинава.
Согласно одной из легенд, школы кобудо создавались в условиях противостояния невооружённого простолюдина с вооружённым самураем. В средние века жители Окинавы, лишённые возможности иметь какое-либо оружие, для защиты стали использовать различные предметы повседневного пользования. В основном использовались сельскохозяйственные орудия труда, превращённые в грозное оружие — посох-бо, трезубец-сай, рычаг-тонфа, серп-кама, цеп-нунчаки и другие.
Крестьянское оружие значительно уступало по своим возможностям снаряжению воина того времени, но тем не менее бытовые предметы становились почти без доработок грозным и универсальным оружием, навсегда занявшим место в арсенале боевых средств. Таким образом, в течение нескольких столетий, сформировалось новое боевое искусство — кобудо.
В современном мире кобудо развивается как самостоятельный вид единоборств, который включает в себя лучшие качества боевого направления. И это не случайно, ведь кобудо с самого начала было представлено для реальной, надёжной и эффективной защиты от агрессора.

## Философия оружия
Существует большое количество различных видов оружия и предметов, которые сами по себе не являются оружием, а представляют собой орудия труда, применяемые для боевого использования без каких-либо изменений.
Ниже перечислены основные виды оружия КОБУДО:
Бо — (другие названия: рокусяку бо, кон, кун) — наиболее распространённое оружие, деревянный шест (бо) длиной шесть сяку (року сяку). Японская мера длины сяку составляла около 30,3 см. То есть длина шеста составляла около 182 см. Окинавские названия шеста «кон» или «кун».
Тонфа (тунфа, туйфа, туйха, тункуа) — палка длиной около 40 см с поперечной рукоятью, первоначально рычаг для вращения жернова ручной мельницы. Парное оружие.
Сай — металлический трезубец, прообразом которого служила ваджра — один из символов буддизма. Другая версия относит происхождение саи к вилам для рыхления почвы, прообразу человека, а также кактусу или заколки для волос. Парное оружие.
К родственным видам сай относятся: мандзи-но-саи (саинути саи в форме свастики) и (орудие закреплённое на вершине остроги, похожее по форме на мандзи-но-саи).
Нунчаку — две палки длиной около 30 см, соединённые верёвкой длиной около 10 см. Прообразом нунчаку послужили, по различным версиям, конские удила или цеп для обмолота риса.
Кама — серп, сельскохозяйственное орудие для сбора риса. Применяется в одиночном и парном вариантах. При использовании в парном варианте — нитёгама (два серпа).
Еку — (эку, уэку, иэку, кай) — весло.
Суручин — верёвка или цепь с укреплёнными по обоим концам металлическими или каменными грузилами. Приспособление для причаливания и крепления лодок к пристани. Существует два вида: нага суручин (длиной 3 м.) и тан суручин (1,5 м.).
Нунтибо — острога, шест длиной около 210 см с нунти на одном конце.
Сансецу кон — деревянный трёхзвенный цеп со звеньями длиной около 65 см, соединёнными верёвками или цепью длиной около 5-7 см.
Тинбэ-рочин или тинбэ-сэйрюто — непарное оружие, изначально представляющее собой крышку от большой кастрюли (то хай) в сочетании с лопаткой для перемешивания риса (хэра). То хай использовали как щит, хэрато хай — как дубинку.
В настоящее время то хай трансформировался в щит: металлический круглый (диаметром около 60 см.) или костяной, приблизительно овальной формы изготовленный из панциря большой морской черепахи.
Вместо хэра используют рочин или сэйрюто. Рочин представляет собой короткий дротик с копейным навершием и, часто, раздвоенным хвостовиком. Сэйрюто — секач (мачете) для разделки крупной рыбы.